# Пронюк Євген Васильович
Євге́н Васи́льович Проню́к (26 вересня 1936, Хом'яківка — 21 серпня 2023, Київ) — почесний голова Всеукраїнського товариства політичних в'язнів і репресованих, діяч українського національного руху, автор та поширювач самвидаву. Герой України. Народний депутат України (1994—1998).

## Біографія
Народився 26 вересня 1936 року в селі Хом'яківка Тлумацького повіту Станиславівського воєводства Польщі (нині Івано-Франківський район Івано-Франківської області України) у родині коваля Василя Павловича Пронюка (1909—1978), учасника підпілля ОУН і УПА.
У 1947 році разом із родиною — матір'ю, бабусею та братом Станіславом — був депортований на спецпоселення в місто Караганда (Казахстан). Там незабаром від непосильної роботи вантажницею на залізниці померла мати Анастасія Федорівна (1912—1948). Діти опинилися в дитячому будинку (спочатку в місті Саранську (Мордовія, Росія), пізніше — у місті Каркаралинську (Карагандинська область, Казахстан).
Упродовж 1957—1962 років навчався на філософському факультеті Київського державного університету ім. Т. Шевченка.
З 1962 року працював науковим співробітником Інституту філософії АН УРСР.
У 1964 році написав для самвидаву статтю «Стан і завдання Українського визвольного руху», пізніше вилучену КДБ при арештах багатьох опозиціонерів у серпні — вересні 1965. КДБ через ЦК КПУ вимагав вигнання Пронюка з Інституту філософії. Але директорові Інституту академіку Павлові Копніну вдалося захистити опального філософа, який залишився працювати, але вже не науковим співробітником, а бібліографом у бібліотеці Інституту.
У 1972 році був звинувачений у проведенні антирадянської агітації і пропаганди з метою підриву й ослаблення радянської влади, 1973 засуджений Київським обласним судом на 7 років таборів суворого режиму (відбував у Пермській області) і 5 років заслання (заслання відбував у Казахстані). Повністю відбувши термін, у квітні 1984 року повернувся в Київ.
У 1988 році взяв участь у створенні Української Гельсінкської Спілки (УГС), був членом її виконкому. Того ж року, як член ініціативної групи, створював Український «Меморіал» ім. В. Стуса.
У 1989 році Пронюк ініціював створення, всупереч заборонам КДБ, нинішнього 40-тисячного Всеукраїнського товариства політичних в'язнів і репресованих, установчі збори якого відбулися в Києві на Львівській площі під небом у червні 1989 року. Відтоді був його незмінним головою. Був серед організаторів Народного Руху України (НРУ)
У 1990 році обраний депутатом Київської міської ради, був членом її президії, 1992—1993 — головою демблоку міськради, 1992—1994 завідував сектором міськради з гуманітарних питань.
У 1994—1998 роках був народним депутатом України 2-го скликання від Тисменицького виборчого Івано-Франківської області. Працював у Комітеті Верховної Ради України з питань прав людини, національних меншин і міжнаціональних відносин.
Нагороджений медаллю Т. Шевченка «За віддану працю для добра всього українського народу та жертовний вклад на визволення України та підтримку свободи всім народам світу» Спілки Визволення України (1977), почесним орденом «Січовий Хрест» (1995), орденом Угорщини «Хрест за заслуги» (1996), орденом «За заслуги» III, II, I ступеня (1996, 2001, 2005). Герой України (2006).
Помер у Києві 21 серпня 2023 року, не доживши місяця до свого 87-го дня народження. Похорон відбувся 23 серпня. Згідно з заповітом, тіло Євгена Пронюка було кремовано, а урну з прахом поховано поруч із могилою його дружини Галини Олександрівни Дідківської на Південному кладовищі під Києвом.
У березні 2024 року на війні проти Росії загинув племінник Іван Петрович Фесенюк під час виконання бойового завдання, евакуюючи тіло загиблого побратима. Він служив у 3ОШБр.

## Державні нагороди
- Орден «За заслуги» III ступеня — 14 листопада 1996 року[5].
- Орден «За заслуги» II ступеня — 21 серпня 2001 року[6];
- Орден «За заслуги» I ступеня — 26 листопада 2005 року[7];
- 25 вересня 2006 року Указом Президента України Віктора Ющенка присвоєно звання Герой України з врученням ордена Держави — за громадянську мужність і самовідданість у відстоюванні ідеалів свободи і демократії, плідну громадсько-політичну діяльність на благо України[8];
- Орден Свободи — 20 січня 2010 року — за вагомий особистий внесок у справу консолідації українського суспільства, розбудову демократичної, соціальної і правової держави та з нагоди Дня Соборності України[9];